# Libystica succedens
Libystica succedens là một loài bướm đêm trong họ Noctuidae.